# Olusoji Fasuba
Olusoji Adetokumbo Fasuba (Sapele, 9 luglio 1984) è un velocista nigeriano.
Con 9"85, realizzato a Doha nel 2006, detiene uno dei migliori tempi sui 100 metri piani. Ha conquistato la medaglia di bronzo con la staffetta 4×100 metri ai Giochi olimpici di Atene 2004 e la medaglia d'oro nei 60 metri piani ai Mondiali indoor di Valencia 2008.

## Record nazionali
Seniores
- 100 metri piani: 9"85 ( Doha, 12 maggio 2006)

## Palmarès
| Anno | Manifestazione          | Sede        | Evento      | Risultato        | Prestazione | Note                                     |
| ---- | ----------------------- | ----------- | ----------- | ---------------- | ----------- | ---------------------------------------- |
| 2003 | Mondiali                | Saint-Denis | 4×100 m     | 4º               | 38"89       |                                          |
| 2004 | Mondiali indoor         | Budapest    | 60 m piani  | Batteria         | 6"78        |                                          |
| 2004 | Campionati africani     | Brazzaville | 100 m piani | Oro              | 10"21       |                                          |
| 2004 | Campionati africani     | Brazzaville | 4×100 m     | Oro              | 38"91       |                                          |
| 2004 | Giochi olimpici         | Atene       | 4×100 m     | Bronzo           | 38"23       | Miglior prestazione personale stagionale |
| 2005 | Mondiali                | Helsinki    | 100 m piani | Semifinale       | 10"18       |                                          |
| 2005 | Mondiali                | Helsinki    | 200 m piani | Quarti di finale | 21"92       |                                          |
| 2005 | Mondiali                | Helsinki    | 4×100 m     | Batteria         | 39"29       | Miglior prestazione personale stagionale |
| 2006 | Mondiali indoor         | Mosca       | 60 m piani  | 5º               | 6"58        |                                          |
| 2006 | Giochi del Commonwealth | Melbourne   | 100 m piani | Argento          | 10"11       |                                          |
| 2006 | Campionati africani     | Bambous     | 100 m piani | Oro              | 10"37       |                                          |
| 2006 | Campionati africani     | Bambous     | 4×100 m     | Oro              | 39"63       |                                          |
| 2007 | Giochi panafricani      | Algeri      | 100 m piani | Oro              | 10"18       |                                          |
| 2007 | Giochi panafricani      | Algeri      | 4×100 m     | Oro              | 38"91       |                                          |
| 2007 | Mondiali                | Osaka       | 100 m piani | 4º               | 10"07       | Miglior prestazione personale stagionale |
| 2007 | Mondiali                | Osaka       | 4×100 m     | Finale           | dnf         |                                          |
| 2008 | Mondiali indoor         | Valencia    | 60 m piani  | Oro              | 6"51        | Miglior prestazione mondiale stagionale  |
| 2008 | Campionati africani     | Addis Abeba | 100 m piani | Oro              | 10"10       | Miglior prestazione personale stagionale |
| 2008 | Giochi olimpici         | Pechino     | 100 m piani | Quarti di finale | 10"21       |                                          |
| 2009 | Mondiali                | Berlino     | 100 m piani | Quarti di finale | 10"25       |                                          |